# 即刻救援
《即刻救援》（英語：Taken，或記作和）是一部2008年英語法國動作驚悚片，由皮耶·莫瑞爾執導，盧·貝松監製並與勞勃·馬克·卡門共同擔任編劇，連恩·尼遜、瑪姬·格蕾斯、芳姬·詹森、凱蒂·卡西迪、勒蘭德·奥瑟、瓊·葛茲、大衛·華沙斯基、霍莉·瓦兰丝和山德·貝克利主演。電影講述前中央情報局探員布萊恩·米爾斯（Bryan Mills，尼遜飾演）的女兒及好友在法國度假時被阿爾巴尼亞人販子綁架，使布萊恩飛往巴黎循線追擊目標的下落。
《即刻救援》由歐羅巴影業定檔2008年2月27日在法國上映，二十世紀福斯負責國際市場的發行。本片在全球票房收入高達2.26億美元，相比僅2500萬美元的預算可謂大獲成功；雖然影評界對其的口碑褒貶不一，但諸多媒體都認為《即刻救援》成為尼遜戲路的轉折點，他藉本片成為了動作影星。《即刻救援》的成功導致衍生成系列作，2012年推出了首部續集《即刻救援2》。

## 劇情
布萊恩·米爾斯是前美國綠扁帽部隊士兵以及中央情報局探員，因工作的關係與妻子蕾娜離婚，但他仍嘗試與17歲的女兒琴修復關係。布萊恩接下流行歌手雪拉演唱會的維安工作，從一名持刀襲擊者手中救了她。雪拉出於感激提出讓自己的聲樂教練對想當歌手的琴進行評估。琴請求布萊恩允許自己和好友亞曼達一起去法國巴黎旅行；布萊恩出於安全考量而拒絕，但最後仍答應。在機場布萊恩得知琴對自己撒了謊，女孩們實際上計劃追隨在歐洲巡迴演出的U2樂團。
琴和亞曼達抵達戴高樂機場後，遇到了一位名叫彼得的英俊年輕陌生人，他主動提出共乘計程車。琴和亞曼達去了亞曼達表兄弟的公寓，琴在此得知亞曼達的表兄弟人在西班牙。在接聽布萊恩的電話後，琴看到兩名男子進入公寓並綁架了亞曼達。當琴被從躲藏處拖出來時，她按照父親的指示大聲描述了綁架者的外觀特徵。布萊恩透過電話告訴接聽電話的陌生人，如果放過自已的女兒事情到此為止，但警告他們拒絕接受提議自己將追殺他們。接聽者只回覆「祝你好運」並終止通話。布萊恩的老友兼前同事山姆分析綁架者是阿爾巴尼亞人口販運集團的一員，推斷接聽者是當地黑幫老大馬科·霍查。根據先前的類似綁架事件統計，布萊恩只有96小時的時間能找琴否則她可能永遠失蹤。
布萊恩飛往巴黎，闖入公寓並在琴手機的照片中發現了彼得的倒影。他在機場找到正引誘一名女旅客下手的彼得，但對方逃上高速公路，布萊恩偷了輛計程車追趕，但彼得在逃亡過程中被卡車撞死。失去唯一的線索後布萊恩求助於一位老線人，前对外安全总局探員、後成為國家警察文職的尚-克勞德·皮特爾。克勞德警告他不要參與其中，但仍指引布萊恩到一處紅燈區。布萊恩在此給一名阿爾巴尼亞皮條客安裝了監聽裝置。在一座搭成臨時妓院的建築工地，布萊恩與皮條客們發生槍戰及飛車追逐，並救出了一名被下藥的年輕女子，對方持有琴的牛仔夾克。
布萊恩將這名女子帶到一家旅店，並為她注射了暫緩解毒藥。第二天早上，女子指引布萊恩到一間自己和琴被關押的房子。布萊恩假扮成克勞德，以重新協商警察保護費為藉口進入屋內，並利用一句「祝你好運」認出了馬科。一場鬥毆過後，布萊恩殺光了所有人販子並在搜查房子後發現了幾名被大量吸毒的女孩，其中包括因吸毒過量而死的亞曼達。布萊恩隨後用電刑折磨馬科，對方被迫說出像琴這樣的處女很快就會在黑市上被出售。馬科證實買家是犯罪集團頭目派屈斯·聖克萊爾，布萊恩離開前仍讓馬科持續觸電直至死亡。
在克勞德的公寓裡，布萊恩以克勞德的貪腐質問對方，並開槍打傷了其妻子，迫使他查出聖-克萊爾的位置。此時聖-克萊爾正在宅邸地下舉行的秘密性奴隸拍賣會，布萊恩潛入了其中，並發現琴是最後一項拍賣品。布萊恩強迫競標者阿里買下她，但隨後遭克萊爾捉住，克萊爾得知布萊恩的身份後，命令手下滅口，但布萊恩掙脫束縛，將他們全部殺死。克萊爾死前透露，琴被帶到了一艘遊艇上，遊艇由名叫拉曼的謝赫持有。布萊恩追上遊艇，並消滅了包括阿里在內的保鑣，然後發現拉曼用刀指著琴。當拉曼試圖談判時，布萊恩槍殺了他，成功搭救到琴。回到美國後，布萊恩帶琴去見雪拉，這讓琴感到驚訝不已。

## 演員
- 連恩·尼遜飾演布萊恩·米爾斯（Bryan Mills）
- 瑪姬·格蕾斯飾演琴·米爾斯（Kim Mills）
- 芳姬·詹森飾演蕾娜·米爾斯-聖約翰（Lenore Mills-St John）
- 凱蒂·卡西迪飾演亞曼達（Amanda）
- 勒蘭德·奥瑟（英语：Leland Orser）飾演山姆·吉羅伊（Sam Gilroy）
- 瓊·葛茲飾演馬克·凱西（Mark Casey）
- 大衛·華沙斯基（英语：David Warshofsky）飾演柏尼·哈里斯（Bernie Harris）
- 霍莉·瓦兰丝飾演雪拉（Sheerah）
- 山德·貝克利飾演史都華·聖約翰（Stuart St John）
- 奧利維·拉布爾丹（英语：Olivier Rabourdin）飾演尚-克勞德·皮特爾（Jean-Claude Pitrel）
- 傑哈·沃金斯（英语：Gérard Watkins）飾演派屈斯·聖-克萊爾（Patrice Saint-Clair）
- 阿尔本·巴贾拉克塔拉贾（英语：Arben Bajraktaraj）飾演馬科·霍查（Marko Hoxha）
- 卡蜜兒·賈畢（英语：Camille Japy）飾演伊莎貝爾（Isabelle）
- 尼古拉斯·吉羅（英语：Nicolas Giraud）飾演彼得（Peter）
- 戈蘭·科斯蒂奇（英语：Goran Kostić）飾演葛雷哥（Gregor）
- 納比爾·馬薩德（法语：Nabil Massad）飾演拉曼（Raman）
- 賈利勒·納西里（法语：Jalil Naciri）飾演阿里（Ali）

## 製作
《即刻救援》由盧·貝松的歐羅巴影業製作。皮耶·莫瑞爾先前曾擔任貝松的攝影指導，他們也曾合作過莫瑞爾的導演處女作《暴力特區》（2004年）。一天晚上，貝松在晚餐時提出了《即刻救援》的想法，莫瑞爾立即對父親為保護女兒而戰的想法產生了興趣。傑夫·布里吉最初被選為布萊恩·米爾斯（Bryan Mills）的飾演者，但在他退出該項目後，連恩·尼遜接演。尼遜希望能演到比自己以往更要求身體素質的角色，而答應接下本片；但他起初認為本片會以DVD首映的形式發行，只不過是自己演藝生涯的一條「小路」。相反，《即刻救援》定義了尼遜後續的戲路：接演到多部動作片，確立了動作影星的地位。

## 反響

### 票房
《即刻救援》在北美地區的票房收入為1.45億美元，在其他地區的票房為8180萬美元，全球總票房達2.268億美元，而製作預算為2500萬美元。
本片在北美首映當天就收穫了940萬美元的票房，創下了超级碗週末首映首日的最佳成績。而在3183家影院上映的首週末票房為2470萬美元，每家影院的平均票房為7765美元，位居當週票房冠軍，成為當時超級碗首週末票房第二高的電影，僅次於《孟漢娜3D立體演唱會》（2008年，3110萬美元）。本片也是北美票房最高的《即刻救援》電影。
其他地區最大的市場是韓國、英國、法國、澳洲和西班牙：該片的票房收入分別為1547萬美元、1127萬美元、943萬美元、628萬美元和546萬美元。

### 評價
《即刻救援》在爛番茄網站上基於177篇評論，新鮮度59%，平均得分5.8／10；該網站共識：「《即刻救援》的流暢動作無疑很有趣，但整體而言可謂一套無腦習作。」在Metacritic上，電影根據32位影評的打分而獲得51分（滿分100），代表「褒貶不一的評價」。據CinemaScore的調查，從A+到F間，觀眾給本片的平均分數為「A−」。

## 家用媒體
《即刻救援》2009年5月12日發行DVD版的單碟加長版，並於2014年12月9日發行藍光光碟。2009年5月12日，該片還發行了DVD和藍光版的雙碟加長版。截至2015年2月5日，本片已售出538萬張DVD和60萬張藍光光碟，在北美的收入分別為7979萬美元和1006萬美元，總計8986萬美元。

## 後續影響
2011年，一名自稱反恐專家的人聲稱《即刻救援》取材自自己女兒被殺的真實事件，最後被判犯有電匯詐欺。冒充退役綠扁帽上校的威廉·G·希拉爾（William G. Hillar）聲稱，花了12年多的時間向聯邦調查局等美國政府機構講解安全問題。但根據記錄顯示，他實際上在1962年至1970年間曾是海岸防衛隊預備役的雷達操作員，從未在美国陆军服役過。儘管如此，他的網站聲稱《即刻救援》是根據自己家庭事件改編而成。希拉爾承認了這些指控，並被判處在馬里蘭州退伍軍人公墓進行五百小時的社區服務，還同意償還自己從各組織收到的17.1萬美元的演講費，他向這些組織介紹自己是恐怖主義和人口販運方面的專家。
2019年，阿爾巴尼亞政府為了促進旅遊業發展，扭轉西方媒體對阿爾巴尼亞人的負面印象，與外國捐助者一起製作了名為「被阿爾巴尼亞即刻救援」（Be Taken by Albania）的旅遊廣告，邀請了連恩·尼遜訪問阿爾巴尼亞探索該國的文化、美食和旅遊熱點。
電影上映後，尼遜飾演的角色在與綁架女兒的人通電話時所說的「台詞」成為網路迷因，不過在接受《浮華世界》採訪時，尼遜承認無法接受這個「名場面」，並認為「這很老套、有夠過時，我真的這樣覺得。」

## 外部連結
- AllMovie上《即刻救援》的资料（英文）
- 互联网电影数据库（IMDb）上《即刻救援》的资料（英文）
- Metacritic上《即刻救援》的資料（英文）
- Box Office Mojo上《即刻救援》的資料（英文）
- 爛番茄上《即刻救援》的資料（英文）